# يان س. بيرسيفال
يان س. بيرسيفال (بالإنجليزية: Ian C. Percival)‏ هو فيزيائي بريطاني، ولد في 1931.